# Référendum de 2024 sur le statut de Porto Rico
Un référendum non contraignant a lieu à Porto Rico le 5 novembre 2024, parallèlement aux élections générales portoricaines de 2024 et aux élections américaines de 2024, afin de choisir le futur statut de l'île.
Une majorité de votants choisissent l'option d'une étatisation.

## Contexte
Lors du référendum de 2020 sur le statut de Porto Rico, l'option d'obtenir le statut d'État l'emporte sur celle du statu quo avec 52,52 % des voix. En réponse, le parlement portoricain se contente de voter le mois suivant une loi autorisant le gouverneur à convoquer un référendum sur l'accession au statut ou l'indépendance.
Les partisans de l'évolution en État à la Chambre des représentants des États-Unis proposent le 15 juillet 2022 à Porto-Rico de voter sur son accession au statut d'État des États-Unis, son indépendance ou une libre association, le status quo n'étant plus une option. La loi est votée à la chambre le 15 décembre 2022 par 233 voix contre 191,.
Le référendum de 2024 comporte trois choix dans l'ordre suivant : indépendance avec libre association, statut d'État, indépendance. C'est la première fois que le statut actuel de l'île en tant que territoire américain n'est pas une option,.
En août 2024, la Cour suprême de Porto Rico rejette la requête de juillet 2024 du Parti indépendantiste portoricain (PIP) demandant à la Commission électorale de l'État (CEE) de suspendre le plébiscite sur le statut.

## Campagne
Le Parti populaire démocrate appelle à un vote blanc en raison de l'absence de choix pour un Commonwealth ou le système actuel.

## Résultat
| Choix                             | Votes     | %     |
| --------------------------------- | --------- | ----- |
| Transformation en État américain  | 528 379   | 56,82 |
| Indépendance en libre association | 286 923   | 30,85 |
| Indépendance                      | 114 676   | 12,33 |
|                                   |           |       |
| Votes valides                     | 929 978   | 83,92 |
| Votes blancs et invalides         | 178 258   | 16,08 |
| Total                             | 1 108 236 | 100   |
| Abstention                        | 829 471   | 42,81 |
| Inscrits/Participation            | 1 937 707 | 57,19 |